# U.S. Route 8
U.S. Route 8 (också kallad U.S. Highway 8 eller med förkortningen US 8) är en amerikansk landsväg. Den går ifrån Forest Lake Minesota i väster till Norway Wisconsin i öster och sträcker sig 452 km. Den passerar genom delstaterna Michigan, Wisconsin och Minnesota.